# 矢野貴章
矢野 貴章（やの きしょう、1984年4月5日 - ）は、静岡県浜松市出身のプロサッカー選手。Jリーグ・栃木SC所属｡ ポジションはフォワード、ディフェンダー。元日本代表。マネジメント会社はサニーサイドアップ。
実兄の矢野晴之介は現在、日本体育大学サッカー部の監督を務める。

## クラブ経歴

### プロ入り前
小学生時代はジュビロ浜北サッカースクールおよび静岡大学附属浜松サッカー少年団に在籍。中学生時代に在籍したヤマハジュビロSSではサイドバックを務めていたが、浜名高校在籍時にフォワードにコンバートされた。2001年にはU-17日本代表としてU-17世界選手権に出場し、5-1と大敗したフランス戦でゴールを決めた。2002年は、ジュビロ磐田の強化指定選手に登録された。

### 柏レイソル
高校卒業時には4クラブから誘われた中からJ1・柏レイソルに入団。プロ1年目の2003年開幕戦から先発メンバーに抜擢されるなどリーグ戦18試合に出場したが、2004年の試合出場はわずか9分に留まり、2005年もシーズン前半はベンチ外が続いたが、6月にU-21日本代表としてトゥーロン国際大会に参加したことが転機となり、シーズン後半はコンスタントに出場するようになった。しかし、J1・J2入れ替え戦に柏が敗れたため、柏のJ2降格が決定した。

#### アルビレックス新潟
2006年、永田充と共にアルビレックス新潟に完全移籍。2009年は3トップの右ウィング及びセンターで起用され、プロ入り後最多のリーグ戦8得点を記録した。2010年は副将に就任し、状況によりゲームキャプテンを務めることもあった。

### SCフライブルク
2010年8月27日、ブンデスリーガのSCフライブルク公式サイトにて、同クラブとの契約が発表され、夢だった海外移籍を実現。代理人は長谷部誠、香川真司らと同じトーマス・クロート。9月11日、VfBシュトゥットガルト戦でブンデスリーガデビューを果たすも、その後はレギュラーの座を掴めず、2010-11シーズンは主に途中投入で15試合に出場するも無得点に終わった。翌2011-12シーズンは、ベンチ入りすることもままならず、2011年12月20日にクラブから戦力外通告を受けた。その後、ドイツクラブへの移籍やスイス2部・FCアーラウのトライアウトの参加など去就が報じられたが、いずれも契約には至らなかった。

### アルビレックス新潟 (2次)
2012年2月8日、古巣新潟への完全移籍での復帰が発表された。背番号は前回所属時の11番をFWブルーノ・ロペスが背負っていたため、空いていた9番を背負うこととなった。1年半ぶりの復帰となった新潟ではリーグ戦開幕から未勝利のまま低迷していたチームの初勝利となった第6節セレッソ大阪戦で決勝点を挙げるなどしたものの、出場したリーグ戦30試合は主に途中出場で、得点も2得点に留まるなど、低迷したチームの中、期待通りの活躍が出来ずにシーズンを終えた。

### 名古屋グランパス
2013年、名古屋グランパスに完全移籍。3月23日、ナビスコカップ第2節サガン鳥栖戦で決勝点となる移籍後初ゴールを決めた。リーグ戦序盤は負傷のジョシュア・ケネディに代わる長身FWとして先発出場を続けていたが、これが機能せず、ケネディ復帰以後は途中出場が主となった。2014年からは守備陣に故障者が相次ぐチーム事情もあり、主に右サイドバックや右サイドハーフで起用されることが多くなった。2016年には右SBに古林将太が加わったが定位置を譲らなかった。またボスコ・ジュロヴスキー監督時代には前線で起用される試合もあった。

### アルビレックス新潟 (3次)
2017年より古巣・新潟に復帰。同年8月5日、第20節の横浜Fマリノス戦で、史上49人目となるJ1リーグ通算350試合出場を達成した。
自身初のJ2で戦うことになった2018年より登録ポジションをFWに変更した。2019年を持って新潟を契約満了により退団。

### 栃木SC
2020年より栃木SCへ加入。

## 代表経歴
2007年3月には日本代表に初招集され、3月24日のペルー戦で国際Aマッチ初出場を果たした。また、9月11日の3大陸トーナメント・スイス戦で代表初得点を挙げた。
2010年5月10日、2010 FIFAワールドカップの最終登録メンバーに選出される。事前に予想されていなかったサプライズ選出であり、新潟在籍選手としては初のW杯メンバーとなった。6月14日に行われたグループリーグ第1戦のカメルーン戦に、後半37分から大久保嘉人との交代で出場した。

## プレースタイル
フォワードとしては長身を生かした空中戦や身体を張ったプレーだけでなく、ドリブル突破、スペースへの飛び出しを得意とする。また、豊富な運動量や前線からの守備が得意であり、チームの為に労を惜しまない選手である。その一方で、シュート精度に課題があり、J1リーグ戦におけるシュート決定率や90分平均得点は低いものとなっているが、殆ど角度のない位置からのシュート（通称：貴章ゾーン）を決める事が多い選手でもある。

## エピソード
- 父親が亡くなった直後に試合に出場してゴールを決め、その試合をたまたま見ていた関係者の目にとまり、日本代表に選出された。
- 2010年W杯メンバーに選出されたとき、岡田武史監督（当時）はFWである矢野に、フィジカルとセットプレー時の守備に期待していると語っていた。

## 所属クラブ
- ジュビロ浜北サッカースクール付属少年団
- 1997年 - 1999年 ヤマハジュビロSS浜北ジュニアユース
- 2000年 - 2002年 静岡県立浜名高校
  - 2002年  ジュビロ磐田 (強化指定選手)
- 2003年 - 2005年  柏レイソル
- 2006年 - 2010年8月  アルビレックス新潟
- 2010年8月 - 2012年2月  SCフライブルク
- 2012年2月 - 同年12月  アルビレックス新潟
- 2013年 - 2016年  名古屋グランパス
- 2017年 - 2019年  アルビレックス新潟
- 2020年 -  栃木SC

## 個人成績
| 国内大会個人成績 | 国内大会個人成績 | 国内大会個人成績 | 国内大会個人成績 | 国内大会個人成績             | 国内大会個人成績 | 国内大会個人成績 | 国内大会個人成績 | 国内大会個人成績 | 国内大会個人成績 | 国内大会個人成績 | 国内大会個人成績 |
| 年度             | クラブ           | 背番号           | リーグ           | リーグ戦                     | リーグ戦         | リーグ杯         | リーグ杯         | オープン杯       | オープン杯       | 期間通算         | 期間通算         |
| 年度             | クラブ           | 背番号           | リーグ           | 出場                         | 得点             | 出場             | 得点             | 出場             | 得点             | 出場             | 得点             |
| 日本             | 日本             | 日本             | 日本             | リーグ戦                     | リーグ戦         | リーグ杯         | リーグ杯         | 天皇杯           | 天皇杯           | 期間通算         | 期間通算         |
| ---------------- | ---------------- | ---------------- | ---------------- | ---------------------------- | ---------------- | ---------------- | ---------------- | ---------------- | ---------------- | ---------------- | ---------------- |
| 2003             | 柏               | 18               | J1               | 18                           | 2                | 2                | 0                | 0                | 0                | 20               | 2                |
| 2004             | 柏               | 18               | J1               | 2                            | 0                | 1                | 0                | 1                | 0                | 4                | 0                |
| 2005             | 柏               | 18               | J1               | 19                           | 2                | 1                | 0                | 2                | 0                | 22               | 2                |
| 2006             | 新潟             | 11               | J1               | 33                           | 6                | 6                | 1                | 2                | 1                | 41               | 8                |
| 2007             | 新潟             | 11               | J1               | 33                           | 7                | 6                | 1                | 1                | 0                | 40               | 8                |
| 2008             | 新潟             | 11               | J1               | 33                           | 6                | 3                | 0                | 2                | 0                | 38               | 6                |
| 2009             | 新潟             | 11               | J1               | 33                           | 8                | 1                | 0                | 4                | 5                | 38               | 13               |
| 2010             | 新潟             | 11               | J1               | 20                           | 3                | 2                | 0                | 0                | 0                | 22               | 3                |
| ドイツ           | ドイツ           | ドイツ           | ドイツ           | リーグ戦                     | リーグ戦         | リーグ杯         | リーグ杯         | DFBポカール      | DFBポカール      | 期間通算         | 期間通算         |
| 2010-11          | フライブルク     | 22               | ブンデス1部      | 15                           | 0                | -                | -                | 0                | 0                | 15               | 0                |
| 2011-12          | フライブルク     | 22               | ブンデス1部      | 0                            | 0                | -                | -                | 0                | 0                | 0                | 0                |
| 日本             | 日本             | 日本             | 日本             | リーグ戦                     | リーグ戦         | リーグ杯         | リーグ杯         | 天皇杯           | 天皇杯           | 期間通算         | 期間通算         |
| 2012             | 新潟             | 9                | J1               | 30                           | 2                | 4                | 0                | 2                | 0                | 36               | 2                |
| 2013             | 名古屋           | 19               | J1               | 29                           | 1                | 5                | 1                | 1                | 0                | 35               | 2                |
| 2014             | 名古屋           | 19               | J1               | 26                           | 2                | 6                | 1                | 4                | 0                | 36               | 3                |
| 2015             | 名古屋           | 19               | J1               | 28                           | 3                | 7                | 0                | 0                | 0                | 35               | 3                |
| 2016             | 名古屋           | 19               | J1               | 31                           | 2                | 3                | 0                | 0                | 0                | 34               | 2                |
| 2017             | 新潟             | 19               | J1               | 23                           | 1                | 0                | 0                | 1                | 0                | 24               | 1                |
| 2018             | 新潟             | 19               | J2               | 39                           | 5                | 2                | 1                | 0                | 0                | 41               | 6                |
| 2019             | 新潟             | 19               | J2               | 32                           | 2                | -                | -                | 1                | 0                | 33               | 2                |
| 2020             | 栃木SC           | 29               | J2               | 37                           | 7                | -                | -                | -                | -                | 37               | 7                |
| 2021             | 栃木SC           | 29               | J2               | 41                           | 4                | -                | -                | 1                | 0                | 42               | 4                |
| 2022             | 栃木SC           | 29               | J2               | 36                           | 7                | -                | -                | 0                | 0                | 36               | 7                |
| 2023             | 栃木SC           | 29               | J2               | 26                           | 2                | -                | -                | 0                | 0                | 26               | 2                |
| 2024             | 栃木SC           | 29               | J2               | 26                           | 0                | 0                | 0                | 1                | 0                | 27               | 0                |
| 2025             | 栃木SC           | 29               | J3               |                              |                  |                  |                  |                  |                  |                  |                  |
| 通算             | 日本             | 日本             | J1               | 358                          | 45               | 47               | 4                | 20               | 6                | 425              | 55               |
| 通算             | 日本             | 日本             | J2               | 237                          | 27               | 2                | 1                | 3                | 0                | 242              | 28               |
| 通算             | 日本             | 日本             | J3               | \|\|\|\|\|\|\|\|\|\|\|\|\|\| |                  |                  |                  |                  |                  |                  |                  |
| 通算             | ドイツ           | ドイツ           | ブンデス1部      | 15                           | 0                | -                | -                | 0                | 0                | 15               | 0                |
| 総通算           | 総通算           | 総通算           | 総通算           | 610                          | 72               | 49               | 5                | 23               | 6                | 682              | 83               |

- 2002年は強化指定選手（磐田、出場なし）

その他の公式戦
- 2005年
  - J1・J2入れ替え戦 2試合0得点
- Jリーグ初出場 2003年3月22日 J1-1st-1節 vsFC東京 (味の素スタジアム)
- Jリーグ初得点 2003年4月20日 J1-1st-4節 vsセレッソ大阪 (日立柏サッカー場)

## 代表歴
- A代表初出場 2007年3月24日 キリンチャレンジカップ vsペルー (日産スタジアム)
- A代表初得点 2007年9月11日 三大陸対抗サッカー大会 vsスイス (クラーゲンフルト / オーストリア)

### 出場大会など
- U-17日本代表
  - 2001 FIFA U-17世界選手権 (出場2試合・1得点)
- U-19、U-20日本代表
  - AFCユース選手権2002 (出場5試合・2得点)
- A代表
  - アジアカップ2007 (出場3試合・0得点)
  - 2010 FIFAワールドカップ南アフリカ大会 (出場1試合・0得点)

### 試合数
- 国際Aマッチ 19試合 2得点 (2007年 - 2010年)[1]

| 日本代表 | 国際Aマッチ | 国際Aマッチ |
| 年       | 出場        | 得点        |
| -------- | ----------- | ----------- |
| 2007     | 7           | 1           |
| 2008     | 5           | 0           |
| 2009     | 4           | 1           |
| 2010     | 3           | 0           |
| 通算     | 19          | 2           |

### 出場
| No. | 開催日        | 開催都市             | スタジアム                             | 対戦国           | 結果        | 監督             | 大会                                   |
| --- | ------------- | -------------------- | -------------------------------------- | ---------------- | ----------- | ---------------- | -------------------------------------- |
| 1.  | 2007年3月24日 | 横浜                 | 日産スタジアム                         | ペルー           | ○2-0        | イビチャ・オシム | キリンチャレンジカップ2007             |
| 2.  | 2007年6月1日  | 袋井                 | 静岡県小笠山総合運動公園スタジアム     | モンテネグロ     | ○2-0        | イビチャ・オシム | キリンカップサッカー2007               |
| 3.  | 2007年7月21日 | ハノイ               | ミーディン国立競技場                   | オーストラリア   | ○1-1(PK4-3) | イビチャ・オシム | AFCアジアカップ2007                    |
| 4.  | 2007年7月25日 | ハノイ               | ミーディン国立競技場                   | サウジアラビア   | ●2-3        | イビチャ・オシム | AFCアジアカップ2007                    |
| 5.  | 2007年7月28日 | パレンバン           | ゲロラ・シュリーヴィジャヤ・スタジアム | 韓国             | ●0-0(PK5-6) | イビチャ・オシム | AFCアジアカップ2007                    |
| 6.  | 2007年9月7日  | クラーゲンフルト     | ヴェルターゼー・シュターディオン       | オーストリア     | ●0-0(PK3-4) | イビチャ・オシム | 3大陸トーナメント                      |
| 7.  | 2007年9月11日 | クラーゲンフルト     | ヴェルターゼー・シュターディオン       | チェチェン       | ○4-3        | イビチャ・オシム | 3大陸トーナメント                      |
| 8.  | 2008年1月26日 | 新宿                 | 国立霞ヶ丘競技場陸上競技場             | チリ             | △0-0        | 岡田武史         | キリンチャレンジカップ2008             |
| 9.  | 2008年2月23日 | 重慶                 | 重慶市奥林匹克体育中心                 | 韓国             | △1-1        | 岡田武史         | 東アジアサッカー選手権2008             |
| 10. | 2008年5月24日 | 豊田                 | 豊田スタジアム                         | コートジボワール | ○1-0        | 岡田武史         | キリンカップサッカー2008               |
| 11. | 2008年6月7日  | マスカット           | ロイヤル・オマーン・ポリス・スタジアム | オマーン         | △1-1        | 岡田武史         | 2010 FIFAワールドカップ・アジア3次予選 |
| 12. | 2008年6月14日 | バンコク             | ラジャマンガラ・スタジアム             | タイ             | ○3-0        | 岡田武史         | 2010 FIFAワールドカップ・アジア3次予選 |
| 13. | 2009年5月27日 | 大阪                 | 長居陸上競技場                         | チリ             | ○4-0        | 岡田武史         | キリンカップサッカー2009               |
| 14. | 2009年5月31日 | 新宿                 | 国立霞ヶ丘競技場陸上競技場             | ベルギー         | ○4-0        | 岡田武史         | キリンカップサッカー2009               |
| 15. | 2009年6月6日  | タシュケント         | パフタコール・マルカジイ・スタジアム   | ウズベキスタン   | ○1-0        | 岡田武史         | 2010FIFAワールドカップ最終予選         |
| 16. | 2009年6月17日 | メルボルン           | メルボルン・クリケット・グラウンド     | オーストラリア   | ●1-2        | 岡田武史         | 2010FIFAワールドカップ最終予選         |
| 17. | 2010年4月7日  | 大阪                 | 長居陸上競技場                         | セルビア         | ●0-3        | 岡田武史         | キリンチャレンジカップ2010             |
| 18. | 2010年5月24日 | さいたま             | 埼玉スタジアム2002                     | 韓国             | ●0-2        | 岡田武史         | キリンチャレンジカップ2010             |
| 19. | 2010年6月14日 | ブルームフォンテーン | フリーステイト・スタジアム             | カメルーン       | ○1-0        | 岡田武史         | 2010 FIFAワールドカップ                |

### ゴール
| No. | 開催日        | 開催都市         | スタジアム                       | 対戦国   | 結果 | 大会                     |
| --- | ------------- | ---------------- | -------------------------------- | -------- | ---- | ------------------------ |
| 1.  | 2007年9月11日 | クラーゲンフルト | ヴェルターゼー・シュターディオン | スイス   | ○4-3 | 3大陸トーナメント        |
| 2.  | 2009年5月31日 | 新宿             | 国立霞ヶ丘競技場陸上競技場       | ベルギー | ○4-0 | キリンカップサッカー2009 |